# دلیورو
دلیورو (انگلیسی: Deliveroo) شرکت سفارش غذای بریتانیایی است، که در سال ۲۰۱۳ توسط ویل شو تأسیس شد.